# Zschopau
Zschopau är en stad (Große Kreisstadt) i Landkreis Erzgebirgskreis i förbundslandet Sachsen i Tyskland. Staden har cirka 9 000 invånare. Kommunen ingår i förvaltningsområdet Zschopau tillsammans med kommunen Gornau/Erzgeb..
Orten ligger vid foten av bergstrakten Erzgebirge och genomflyttas av floden Zschopau. Vid floden som har sin källa nära Fichtelberg och som mynnar nära Döbeln i Freiberger Mulde finns många medeltida borgar och slott.
Zschopau grundades vid platsen där en handelsväg från Prag till Leipzig korsade floden med samma namn. Vanligen transporterades salt på vägen som därför fick namnet Salzstraße. Orten nämns 1286 för första gången i en urkund och 1292 betecknas samhället som civitas (stad med fortifikation). Rester av denna borg hittades 1999 och ett torn med namnet Dicker Heinrich blev bevarat fram till idag. 1494/95 tillkom en ringmur kring hela staden samt stadskyrkan St. Martin och rådhuset. Textilproduktionen och gruvdriften var under denna tid de industrier som gynnade stadens utveckling. Under kurfurste Moritz av Sachsen omvandlades stadens borg 1545-47 till ett jaktslott (Schloss Wildeck). 1907 etablerade dansken Jørgen Skafte Rasmussen ett företag som producerade motorer och efter en tid även motorcyklar. Företaget blev känt under namnet DKW och dess östtyska efterföljare var VEB Motorradwerk Zschopau som producerade märket MZ.